# Avilés
Avilés è un comune spagnolo situato nella comunità autonoma delle Asturie. È composto da sei località delle quali il capoluogo è Oviedo, posta alla foce della ria (foce a fiordo di un fiume, tipica delle coste galiziane e asturiane) omonima, dista 25 km da Gijón e 27 da Oviedo.
Avilés è una città industriale, secondo porto commerciale per importanza delle Asturie. La sua posizione centrale ne fa un nodo di comunicazioni stradali per la regione e l'Aeroporto delle Asturie dista 14 km dal centro abitato. È pure il più importante porto di pesca della regione.
Il Comune di Avilés ha avuto un notevole incremento demografico alla metà del secolo scorso dovuto all'emigrazione da altre province di Spagna richiamata dal forte sviluppo industriale verificatosi in quegli anni con l'insediamento sulle due rive della ria di numerosi stabilimenti industriali che si sono aggiunti o sostituiti alla preesistente grossa industria siderurgica. Ciò ha portato anche a forme notevoli d'inquinamento sicché Avilés è stata considerata nel 1981 la città di Spagna con il maggior inquinamento atmosferico, seconda in Europa alla sola città polacca di Katowice. Oggi con il recupero ambientale della ria e del centro storico vuole rinforzare la sua caratteristica marinara tradizionale. Oltre che sull'industria, la sua economia attualmente si basa sull'attività commerciale portuale, sull'artigianato, sulla pesca ed anche sul turismo; è infatti dichiarata "zona d'interesse turistico monumentale" grazie al suo centro storico con caratteristiche strade a portici ed edifici monumentali negli stili dal romanico, al gotico, al barocco, al modernista ed alle belle spiagge della "Costa Verde" che la contornano come Salinas a 5 km dal centro, una delle più belle e rinomate località balneari asturiane.

## Etimologia
Secondo l'ipotesi più accettata, il termine Avilés deriva probabilmente dall'antroponimo romano Abilius con la desinenza esse al posto di us poiché in alcuni scritti medievali conservati vi sono riferimenti alla città chiamata Abilles e Abilies. Questo suffisso latino è presente in altri luoghi della geografia asturiana come Urbiés o Pendillés, che deriva da Pendilius. I nomi di altri paesi vicini attestano la presenza di insediamenti romani, come Laviana da Flavius, o Llaranes, che a sua volta deriva da Larius e Leranes. Inoltre, sono presenti alcuni reperti archeologici sparsi, come monete rinvenute nell'estuario del l'estuario, una stele antropomorfa rinvenuta a Molleda e vari elementi che supportano la suddetta presenza di questo paese in quello che non dovrebbe essere più che un piccolo centro al centro del territorio degli Asturi.
Un'altra corrente di pensiero sull'origine del suo nome pensa che questo toponimo sarebbe venuto da Ab Illas, la cui traduzione sarebbe verso Illas o piuttosto sulla strada per Illas. Queste parole si sarebbero corrotte con il passare del tempo, una volta che il latino fosse andato perduto per lasciare il posto al romanzo asturiano, risultando infine in Abilles e in seguito nella parola Avilés. Per questo motivo, molti studiosi della lingua asturiana ritengono che il termine corretto per nominare la località in detta lingua sarebbe Aviyés.

## Araldica civica

Bandiera di Avilés

Lo scudo della città di cui è riprodotta l'immagine rappresenta una nave contrapposta alla catena che congiunge le torri del Oro di Siviglia.

## Storia
I ritrovamenti archeologici presso la costa indicano che le prime presenze umane di popolazioni iberiche nella zona risalgono al Paleolitico, si hanno anche resti della dominazione romana in una località detta dai romani Avils. I primi documenti storici sulla città risalgono al X secolo nei quali si parla di una località posta allo sbocco al mare del fiume Aviles protetta dal castello di Gauzon costruito da Alfonso III il Magno a difesa del porto e dalle incursioni di pirati. I resti del castello sono tuttora visibili all'entrata del porto di Salinas. In quell'epoca fu il porto di Oviedo ed ebbe il monopolio del commercio del sale. Nel 1285 Alfonso VI di León concesse il Foro, cioè lo statuto comunale che specifica gli obblighi verso la Corona e i privilegi accordati. Iniziò così la tradizionale fedeltà verso la Castiglia che caratterizza tutta la storia di Avilés.
Nel XIX secolo ebbero inizio gli insediamenti industriali che portarono ad incrementare l'attività del porto e, nella turbolenza della vita spagnola nella prima metà del secolo, la città sopportò l'occupazione da parte dei Francesi e delle truppe carliste del generale Sanz. Alla metà del XX secolo crebbero gli insediamenti industriali generando correnti di emigrazione dal resto della Spagna con notevole incremento della popolazione residente, che raddoppiò nel giro di pochi anni.

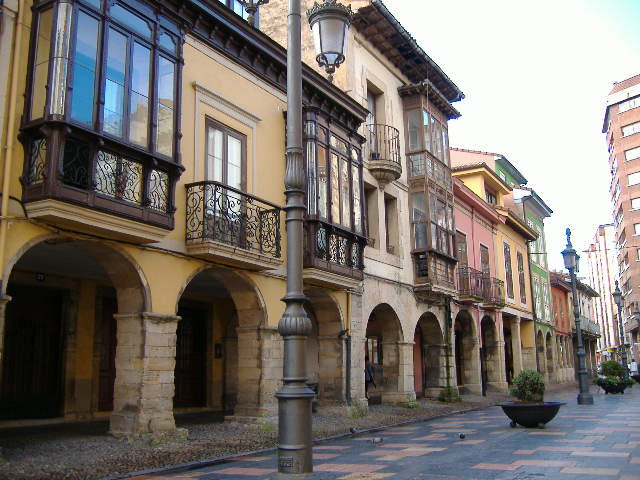
Via Galiana

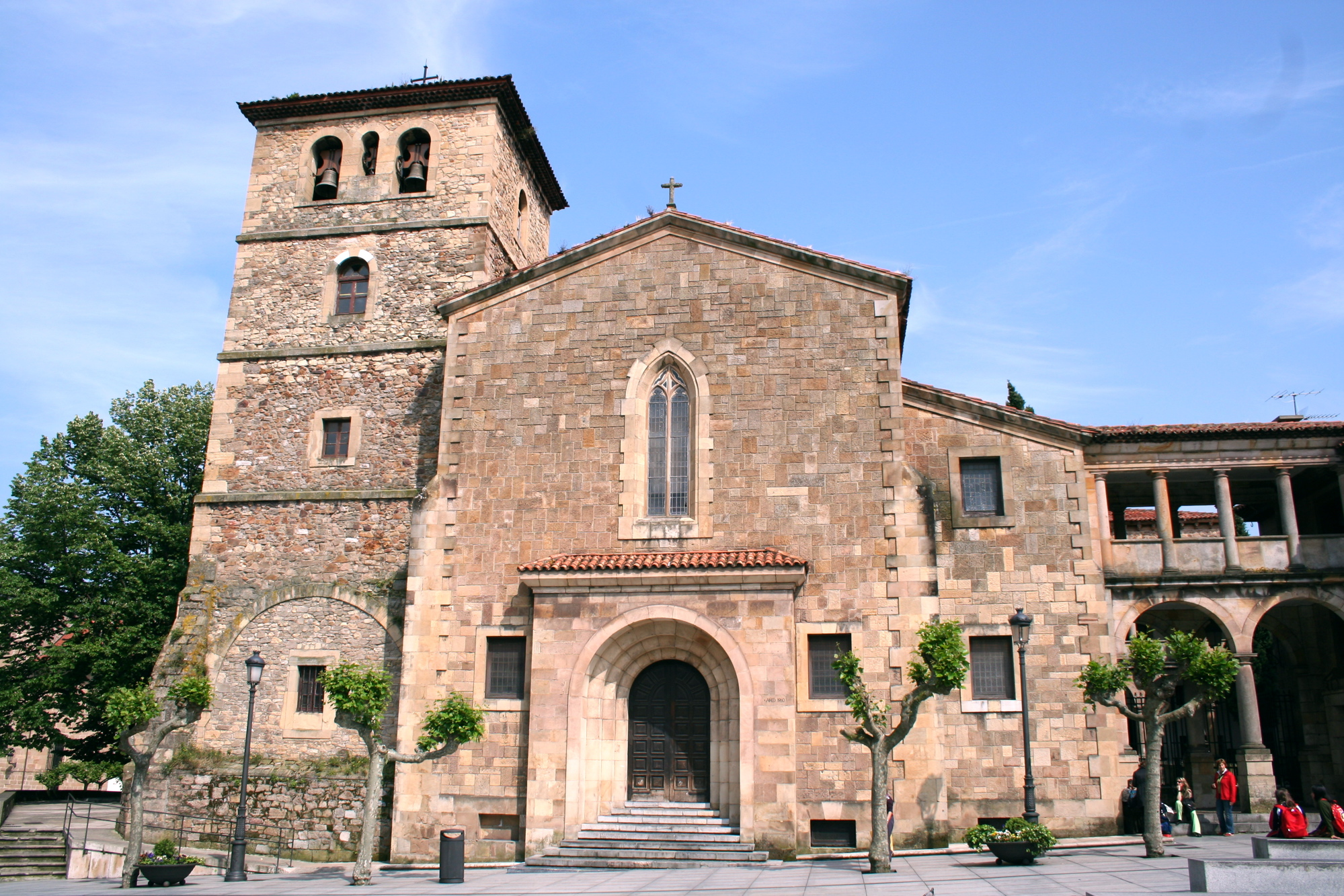
Chiesa di San Nicola di Bari

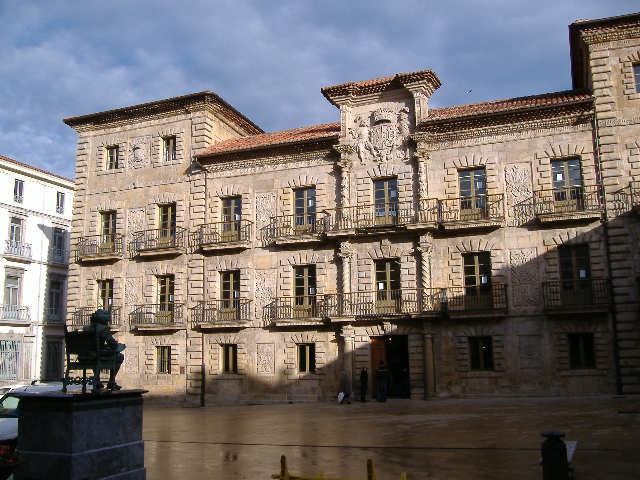
Palazzo di Camposagrado

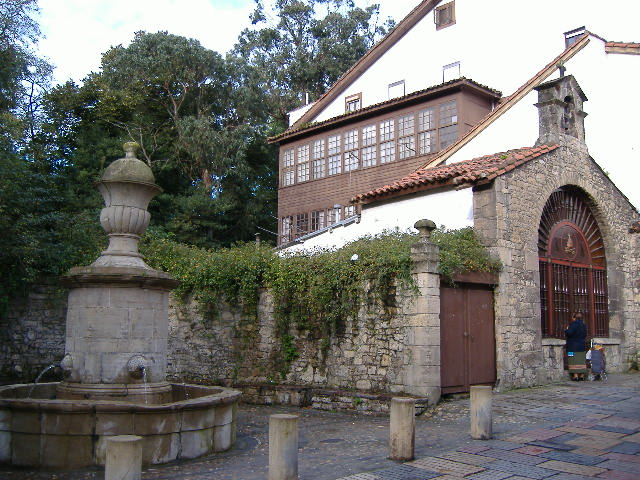
Fonte e la Cappella Rivero

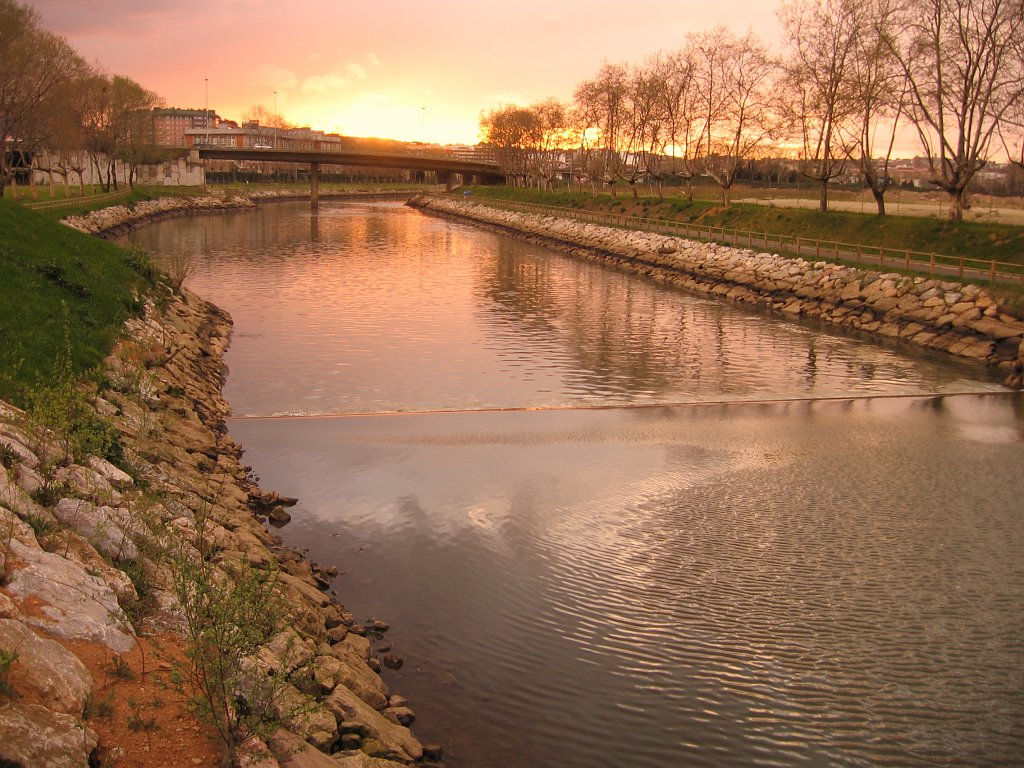
Ria de Avilés

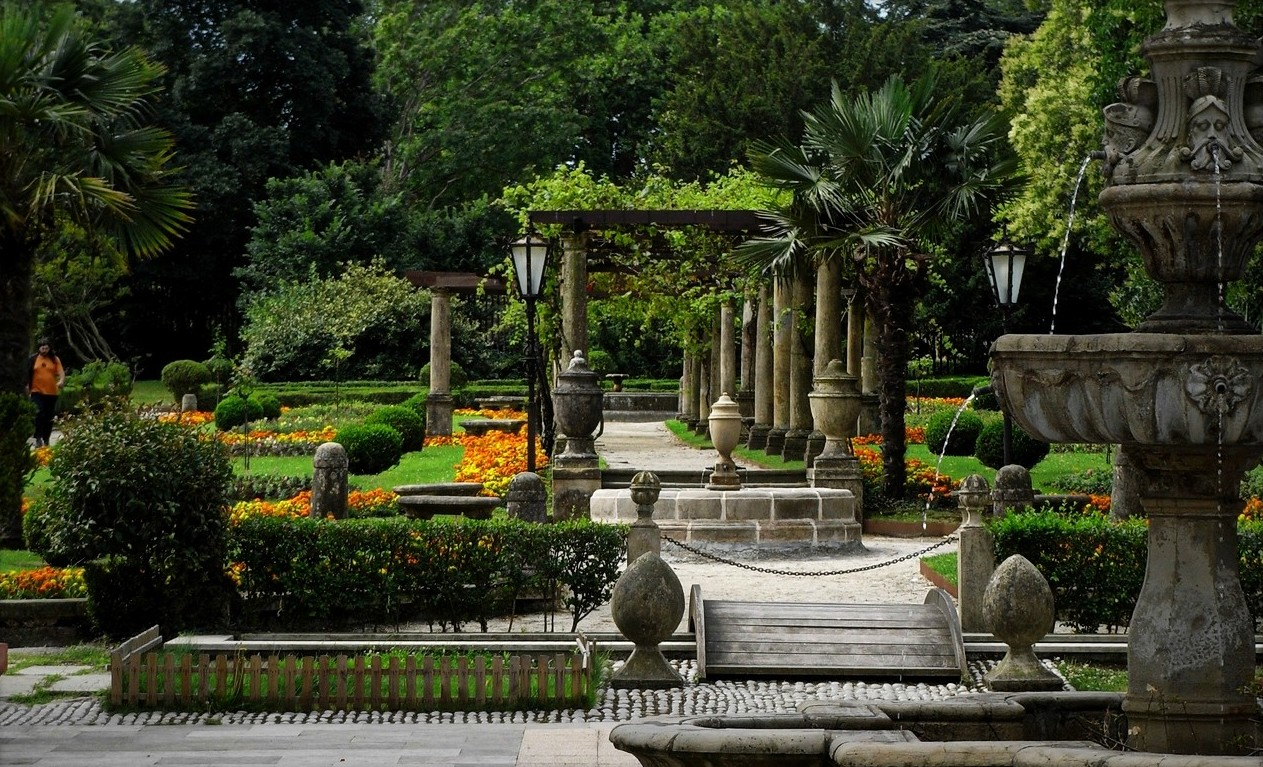
Giardino alla francese nel Parco Ferrera

## Monumenti e luoghi d'interesse
- Palacio del marques de Camposagrado, del XVII secolo.
- Palacio de Valdecarzana, gotico del XIV secolo.
- Palacio del marques de Ferrera, romanico dei secoli XII-XIII.
- Palacio de Balsera, del 1909.
- Ayuntamiento, del XVII secolo.
- Casa de Eludio Muñiz, del 1905.
- Teatro Palacio Valdés, neobarocco del XX secolo.
- Casa de Ardià de Noceda, del 1883.
- Casa de Garcia Pumarino, del XVII secolo.
- Capilla de los Alos, del XIV secolo.
- Iglesia de los Padres Franciscanos, del XIV secolo.
- Iglesia de San Nicolàs de Bari, chiesa facente parte del Convento francescano dei secoli XII-XIII.
- Iglesa Vieja de Sabugo, del XIII secolo.
- Cemeterio de la Carriona, cimitero in splendida posizione con numerose cappelle e mausolei di pregio architettonico di diverse epoche, giudicato uno dei più belli di Spagna.
- Centro Culturale Internazionale Oscar Niemeyer inaugurato nel 2011.

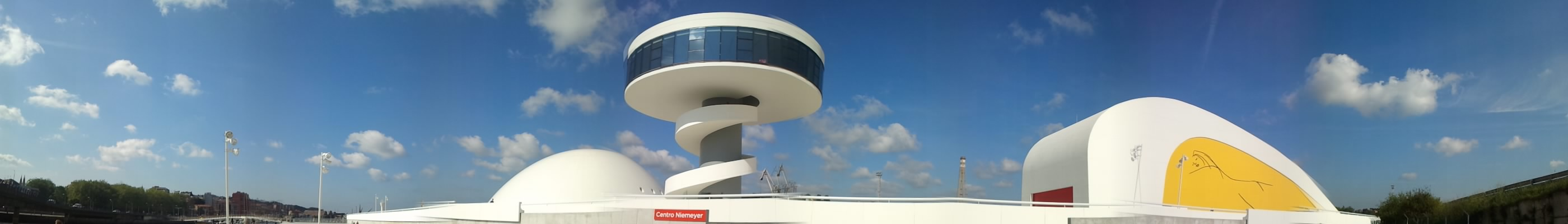
Centro Culturale Internazionale Oscar Niemeyer

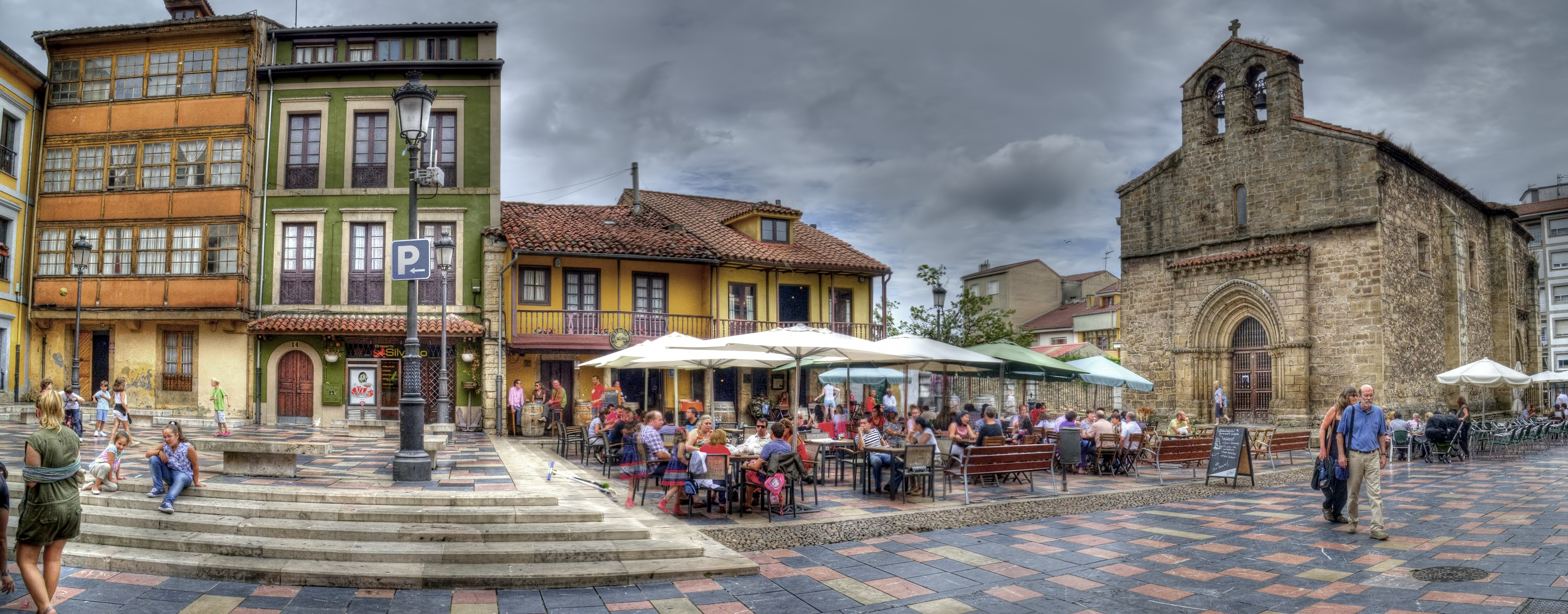
Piazza Sabugo

## Dintorni
- A 75 km Luarca, capoluogo del comune di Valdés, porto di pesca e stazione balneare.
- A 23 km El Pito con il Palacio de Selgas riccamente arredato con arazzi, porcellane, mobili dei secoli XVII-XVIII e una preziosa pinacoteca con opere di Brueghel, El Greco, Rubens, Van Dyck, Goya.
- A 34 km Cudillero, pittoresco borgo di pescatori della Costa Verde.
- A 39 km percorrendo una strada con bellissimi panorami sulla costa, Soto de Luiña.

## Feste
Oltre alle feste comuni a tutte le località spagnole come la Cabalgada de los Reyes magos per l'Epifania, le feste di Carnevale e della Settimana Santa, sono caratteristiche di Avilés le feste del Bollo alla domenica e lunedì di Pasqua, dichiarate d'interesse turistico internazionale, in cui migliaia di persone pranzano nelle strade del centro storico con tavole ben apparecchiate. Fra le cibarie è d'obbligo la specialità gastronomica locale detta il bollo mantecato.
Il martedì seguente la settima domenica dopo Pasqua c'è la festa del Pudiero in cui coppie di fidanzati in costume asturiano rompono in pubblico una brocca di ceramica e si scambiano tanti baci quanti sono i pezzi in cui la brocca si è rotta. È un'usanza risalente ad alcuni secoli fa con valore di auspicio di fertilità.
La notte del 24 giugno si tiene la Danza prima de San Juan, danza collettiva di migliaia di persone attorno ad un falò acceso nella piazza di San Giovanni. La notte del 29 giugno c'è la Danza prima de San Pedro che inizia nella piazza di Spagna e si snoda poi lungo le strade del centro fino alla Cappella di San Pedro. Il 15 luglio si hanno le Fiestas del Carmen e la Danza prima del Carmen che inizia col canto della Salve marinera e si snoda per le strade del centro fino a piazza di Spagna. Altra danza collettiva si tiene il 26 luglio con la Danza prima de Santa Ana nella plaza de la Merced.
Nella seconda metà di luglio si svolge il Festival Interceltico de Avilés importante a livello internazionale al quale partecipano diversi gruppi di rappresentanti di comunità celtiche dall'Irlanda, della Galizia, delle Asturie, del Galles, della Scozia e della Bretagna. Durante questo periodo si effettuano diverse manifestazioni culturali e sportive, gare celtiche, canti e danze tipiche, musica con la cetra celtica e concorso di assaggiatori di sidra, sidro di mele tipico delle Asturie che viene bevuto dallo zampillo fatto uscire da un beccuccio del recipiente tradizionale tenuto alto al di sopra della testa.
Ci sono poi le feste patronali delle diverse parrocchie e in particolare quella di San Agustin patrono della città con diverse manifestazioni il 28 agosto. Dal 21 al 27 agosto si celebra anche il Festival de la Cerveza (festival della birra).

## Amministrazione

### Gemellaggi
- St. Augustine
- Saint-Nazaire
- El Aaiún
- Cárdenas